# Zeb Atlas
Zeb Atlas (Portland, Oregon, 15 oktober 1970) is een Amerikaanse bodybuilder, model en pornoacteur.

## Biografie
Atlas studeerde in 1993 af aan de Oregon State University. Na zijn afstuderen werd hij model voor een fitnesstijdschrift, nadat hij was opgemerkt bij een bodybuildingshow. Hij ontmoette erotisch fotograaf Ron Lloyd en deed enkele fotoshoots voor hem. Later figureerde hij voor Lloyd ook in enkele softerotische videofilms.
In 2003 en 2006 werd hij door het tijdschrift Men uitgeroepen tot man van het jaar. In mei 2008 had hij voor het eerst contact met een man voor de camera, Jake Cruise. Vanaf dat ogenblik deed hij meer werk in de homo-porno. In 2009 werd hij genomineerd voor de GayVN Awards voor beste mannelijke bijrol in de film Best Men en voor beste orale seksscène met Matthew Rush in Best Men. Dat jaar won hij ook de Grabby Award voor beste duo met Adam Killian in Best Men part 2.